# Chiesa di Sant'Andrea di Bovarizia
La chiesa di Sant'Andrea di Bovarizia è stato un luogo di culto cattolico italiano, situato nella località di Caserza, nel comune di Valbrevenna, città metropolitana di Genova.
L'area è dal 2021 inserita nel catalogo generali dei beni culturali del Ministero della Cultura.

## Storia e descrizione
L'edificio religioso fu costruito dai monaci benedettini intorno al XIII secolo. Era inoltre dotato di un cimitero limitrofo. Dopo un'attività religiosa di circa trecento anni, fu abbandonato verso la fine del XVI secolo, a causa di un movimento franoso che interessava l'area sulla quale sorgeva.
I resti della chiesa, costruita in blocchi di pietra, come le case della valle, furono riportati alla luce nel 1976, insieme ad alcuni reperti archeologici (piatti, monete, chiodi delle travature in legno), poi esposti al museo archeologico dell'Alta valle Scrivia nel palazzo marchionale Spinola di Isola del Cantone. I sondaggi di scavo furono condotti lungo i muri perimetrali dal Centro Studi Storici per l'Alta Valle Scrivia in collaborazione con l'Istituto di Storia della Cultura Materiale (ISCUM). L'indagine, pur se condotta secondo il ministero dei beni culturali «con metodologia discutibile», permise di individuare, a sud del manufatto, un'area cimiteriale e di recuperare materiale ceramico riconducibile a un arco cronologico compreso fra il XVI e XVII secolo.
I pochi resti rimasti della chiesa si trovano presso un bosco di faggi.